# Beatriz Maggi
Beatriz María Maggi Bethencourt (Central Chaparra, Las Tunas, Cuba, 1924 - La Habana, 2017). Ensayista, profesora universitaria y crítica literaria. Considerada como una de las shakespeareólogas más importantes en lengua española del siglo XX. 
En 1946 se doctoró en Filosofía y Letras en la Universidad de La Habana. En 1948 obtuvo una Maestría en Literatura inglesa y norteamericana en Wellesley College, Massachusetts, Estados Unidos. En 1976 recibió su doctorado en Ciencias Filológicas en La Habana. Su profundo conocimiento de la literatura y la lengua inglesa la convirtieron en una traductura especial de autores fundamentales como William Shakespeare, Emily Dickinson. 
Trabajó como docente en el Instituto Preuniversitario Especial "Raúl Cepero Bonilla", de La Víbora, Ciudad de La Habana. Impartió clases en la Universidad de Santiago de Cuba y de ahí pasó a la Facultad de Artes y Letras de la Universidad de La Habana, donde desempeñó la cátedra de Literatura Universal hasta su retiro en 1993.
Maestra de varias generaciones de intelectuales cubanos, se convirtió en una especie de mito de la enseñanza en Cuba. Una de las figuras de mayor calado intelectual y de mayor influencia en el pensamiento alternativo en la Isla. Por su temperamento y por su profundo respeto por el conocimiento, se negó durante años a publicar libros y en toda su carrera docente apenas aceptó dirigir tres tesis de licenciatura.
Especialista en literatura y lengua inglesa y norteamericana, apasionada, gran conocedora y estudiosa del teatro, impartió conferencias en universidades norteamericanas y países del antiguo campo socialista (URSS y Polonia). 
Fue jurado de diversos certámenes, como Casa de las Américas"  y "13 de Marzo". 
Recibió en varias ocasiones el Premio Nacional de la Crítica, máximo galardón que se entrega en Cuba para reconocer el éxito editorial, así como otras condecoraciones como la medalla "Rafael María de Mendive", a la excelencia pedagógica.

## Familia
Su padre Oscar Maggi era venezolano, trabajó como estomatólogo en Santiago de Cuba, y en su casa escondió a Frank País, a otros revolucionarios, y armas). Su madre era española. 

Uno de sus hermanos fue el destacado pintor y diseñador cubano Horacio Maggi Bethencourt. 
Su esposo, y padre de sus dos hijas, fue el dramaturgo y narrador cubano Ezequiel Vieta (1922-1995), considerado una figura cimera de las letras cubanas, autor de Aquelarre (cuentos), Pailock (novela), entre otras obras. 
Tuvo dos hijas:Roxana Vieta Maggi (Lic. en Sociólogía) y Freya Margarita Vieta Maggi (Lic. en Biólogía)

## Obra publicada en Cuba
- Las palabras y los días. Selección y prólogo de Josefina Suárez y Alfredo Prieto (Letras Cubanas, 2017)
- La palabra conducente (Letras Cubanas, 2013)
- Antología de ensayos (Instituto Cubano del Libro, 2008)
- Panfleto y Literatura (Letras Cubanas], 1982)
- El cambio histórico en William Shakespeare (Letras Cubanas, 1985)
- El pequeño drama de la lectura (Letras Cubanas, 1988)
- La voz de la escritura (Letras Cubanas, 1998)

## Otras publicaciones
Beatriz Maggi ha prologado en Cuba numerosas ediciones de autores como Dostoiesvki, Shakespeare, O'Neill, entre otros. Sus colaboraciones aparecieron en revistas como Santiago, Universidad de La Habana, Tablas, Revolución y Cultura, La Gaceta de Cuba y muchas más. 